# Physalis angulata
A Physalis angulata a burgonyavirágúak (Solanales) rendjébe és a burgonyafélék (Solanaceae) családjába tartozó földicseresznyefaj.
Dél-Amerikában honos. Kisebb cserjetermetű egyéves növény. Gyümölcsét többnyire nyersen fogyasztják, de időnként szárítják is. A Kárpát-medencében egynyári, nem télálló.